# 日常のコンチェルト
「日常のコンチェルト」（にちじょうのコンチェルト）は、板東道生の1枚目のシングル。2004年9月21日にアリーナレコーズよりリリース。

## 解説
板東道生のファーストシングル。本作では月間イーノ岡山・倉敷版邦楽ランキング1位、HMV渋谷週間チャート総合ランキング3位・インディーズランキング1位、HMVシングルチャートJ-POPランキング29位を記録した。

## 収録曲
- 両楽曲とも、作詞・作曲・編曲：板東道生

1. 日常のコンチェルト
2. 波の曲〜秘かな恋のメロディー〜